# John H. Bankhead
John Hollis Bankhead (ur. 13 września 1842 w Moscow w hrabstwie Marion, zm. 1 marca 1920 w Waszyngtonie) – polityk amerykański związany z Partią Demokratyczną. Reprezentował stan Alabama w Senacie Stanów Zjednoczonych.

## Życiorys
Urodził się w Moscow (obecnie jego miejsce urodzenia leży na terenie miasta Sulligent w hrabstwie Lamar). Jego rodzice byli plantatorami i pochodzili z Południowej Karoliny. W wieku dziewiętnastu lat wstąpił do Armii Stanów Skonfederowanych. Podczas wojny secesyjnej został kilka razy ranny. Wojnę zakończył w stopniu kapitana. Po wojnie został plantatorem. W 1866 roku ożenił się z Tallulah Brockman, z którą miał pięcioro dzieci.
W latach 1865–1867 i 1880–1881 reprezentował hrabstwo Marion w Izbie Reprezentantów Alabamy. W latach 1876–1877 zasiadał w Senacie Alabamy. W okresie od 1881 do 1885 roku był administratorem w więzieniu stanowym w Wetumpka. W tym czasie działał na rzecz poprawy warunków życia skazanych, którzy byli wynajmowani i wykorzystywani do pracy na prywatnych plantacjach i w przedsiębiorstwach. Od 4 marca 1887 roku do 3 marca 1907 roku zasiadał w Izbie Reprezentantów Stanów Zjednoczonych, reprezentując szósty okręg wyborczy w Alabamie. W 1906 roku nieskutecznie ubiegał się o kolejną reelekcję z ramienia Partii Demokratycznej, przegrywając prawybory z Richmondem P. Hobsonem. W 1907 roku został członkiem Senatu Stanów Zjednoczonych, zastępując zmarłego Johna Tylera Morgana. W 1910 roku przeniósł się do Jasper. Wraz z synami kupił kopalnię „Caledonia Coal Company”, a następnie zmienił jej nazwę na „Bankhead Coal Company”. Brał udział w zarządzaniu kopalnią, mimo że jej prezesem został jego syn John.
W 1912 roku prowadził kampanię wyborczą Oscara Underwooda w prezydenckich prawyborach w Partii Demokratycznej. Głosował przeciwko przyjęciu 19. poprawki do Konstytucji Stanów Zjednoczonych, dotyczącej praw wyborczych kobiet, uważał bowiem, że regulacje te powinny być ustalane na poziomie stanowym, a nie na poziomie prawa federalnego. Działał na rzecz rozbudowy sieci dróg lądowych oraz wodnych. W uznaniu dla tych wysiłków jego nazwiskiem nazwano drogę łączącą Waszyngton i San Diego, tunel pod rzeką Mobile oraz most nad rzeką Coosa w hrabstwie Talladega.
Zmarł 1 marca 1920 roku i został pochowany na cmentarzu Oak Hill w Jasper.
Był ojcem senatora Johna H. Bankheada II, kongresmena Williama B. Bankheada oraz pisarki i historyczki Marie Bankhead Owen, a także dziadkiem kongresmena Waltera W. Bankheada i aktorki Tallulah Bankhead.

## Źródła
- Biografia w Biographical Directory of the United States Congress (ang.)
- Angela Jill Cooley: John Hollis Bankhead. Encyclopedia of Alabama, 07.04.2008. [dostęp 2016-08-01]. (ang.).